# Sam Russell
Manassa Lesser o Sam Lesser [más conocido en español como Sam Russell] (Londres, 19 de marzo de 1915 - 2 de octubre de 2010) fue un periodista y brigadista en la guerra civil española integrado en el Batallón Comuna de París de la XI Brigada Internacional y más tarde en la XIV Brigada.

## Biografía
Hijo de obreros emigrantes polacos en el Reino Unido, mientras estudiaba en el University College de Londres se unió al Partido Comunista como reacción a los Camisas Negras, organización fascista liderada por Oswald Mosley. Cuando se produjo el golpe de Estado que provocó la Guerra Civil en España, Russell no lo dudó y fue uno de los primeros británicos en unirse a las Brigadas Internacionales en apoyo a la legalidad republicana, trasladándose a la zona de Albacete, sede de las Brigadas, en octubre de 1936. Como otros brigadistas británicos y estadounidenses (John Cornford, Bernard Knox, John Sommerfield) se integró en la batallón Comuna de París, uno de los primeros formados y con mayoría de miembros procedentes de Francia. Pronto quedó incorporado su batallón a la XI Brigada Internacional y destinado al frente de Madrid, junto con el batallón Edgar André y el Dombrowski, interviniendo primero en la batalla de la Ciudad Universitaria y en la zona de la Casa de Campo. Su batallón, igual que la XI Brigada, sufrió en casi dos semanas numerosas bajas. Encuadrado después en la XIV Brigada, pasó a Andalucía, donde intervino en todo el frente de Andujar, singularmente en la batalla de Lopera, donde también las bajas fueron numerosas y perdieron la vida destacados británicos como Ralph Fox. Gravemente herido, Russell fue auxiliado por su compañero Jock Cunningham, logrando salvar la vida. Tras recuperarse en Albacete, debido a las lesiones pasó a desarrollar tareas auxiliares en la base manchega, trasladándose después a Barcelona desde donde regresó a su país tras la desmovilización de las Brigadas. Allí desarrolló su actividad profesional como periodista en el Daily Worker y el Morning Star hasta su jubilación, siendo corresponsal en Moscú y Checoslovaquia. Abandonó el Partido Comunista para incorporarse al Partido Laborista. Fundó la International Brigades Memorial Trust y en 2009 obtuvo la nacionalidad española.